# دومينيك تشاد
دومينيك تشاد (بالإنجليزية: Dominic Chad)‏ هو كاتب أغاني بريطاني، ولد في 5 يونيو 1972 في إكزتر في المملكة المتحدة.

## وصلات خارجية
- دومينيك تشاد على موقع ميوزك برينز (الإنجليزية)
- دومينيك تشاد على موقع ديسكوغز (الإنجليزية)